# Mini scule
Mini scule (лат.) — вид мелких лягушек из семейства узкороты, или микроквакши (Microhylidae). Является одним из самых маленьких позвоночных в мире. Длина взрослой особи составляет около 1 см. Эндемики Мадагаскара, известен только из заповедника Сент-Люс. Обитают в подстилочном слое среди опавшей листвы.

## Таксономия и систематика
Вид Mini scule был описан в 2019 года герпетологом Марком Шерцем и его коллегами на основе взрослого экземпляра (предположительно самца), собранного в заповеднике Сент-Люс в Аноси (Мадагаскар) в 2005 году. Название Mini scule является каламбуром от слова miniscule (неправильное или вариантное написание minuscule), намекая на то, что вид относится к самым маленьким из известных видов лягушек. Видовое название scule рассматривается как неизменяемое существительное. Наряду с Mini mum и Mini ature, двумя другими видами рода, вид получил широкую известность при первом описании благодаря своему шутливому научному названию.

## Описание
Mini scule — один из самых мелких известных видов лягушек, длина от рыла до заднего конца брюшка у него составляет 8,4—10,8 мм. У него бронзовые подбрюшья, за исключением паха и задней поверхности бедра, которые имеют коричневый цвет. По бокам тела между грудью и бедром подбрюшье и надбрюшье имеют четкую границу окраски. Боковая сторона головы темно-коричневая, но к спине становится более пятнистой и кремовой. Верхняя часть боков кремовая с коричневыми вкраплениями. Радужная оболочка глаза красная. Пах у некоторых особей может иметь темные отметины, бока более черные, а на бедрах и голенях имеется поперечная полоса цвета жженой умбры.

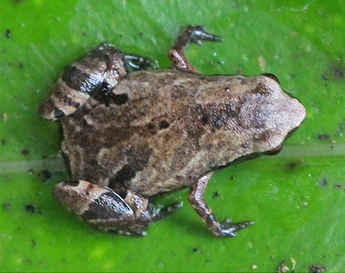
Вид сверху Mini scule
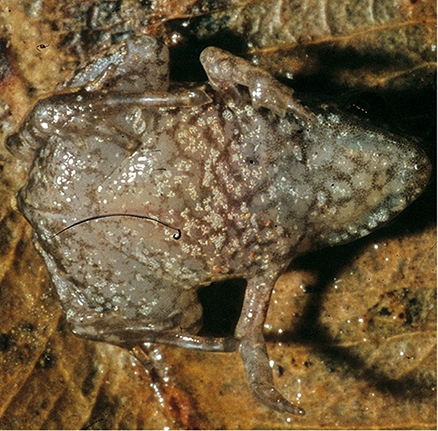
Вид снизу

## Распространение
Мадагаскар. Вид Mini scule имеет крайне ограниченный ареал, известен только из районов заповедника Сент-Люс. Сообщения о лягушках Stumpffia из Мандены, гор Вохимена, южных гор Аноси и Цитонгамбарики также могут относиться к этому виду, но нуждаются в генетическом подтверждении. Вид обитает в местах с глубокой листовой подстилкой вблизи полупостоянных водоемов, таких как лесные ручьи.

## Охранный статус
В настоящее время Mini scule известен только из заповедника Сент-Люс и, возможно, является микроэндемиком лесных фрагментов в его пределах. Хотя этот вид не оценивался МСОП, авторы статьи, в которой он описан, рекомендовали внести его в список находящихся под критической угрозой исчезновения из-за крайне малого ареала и ухудшения качества лесов, в которых он обитает.